# Santa Catalina (Negros Oriental)
Santa Catalina é um município de  primeira classe de renda municipal (d) na província Negros Oriental, nas Filipinas. De acordo com o censo de 1 de maio  de  2020 possui uma população de 77 501 pessoas e 18 356 domicílios.